# Ramaria guyanensis
Ramaria guyanensis är en svampart som först beskrevs av Narcisse Theophile Patouillard, och fick sitt nu gällande namn av Corner 1950. Ramaria guyanensis ingår i släktet Ramaria och familjen Gomphaceae.   Inga underarter finns listade i Catalogue of Life.